# Andrea Russotto
Andrea Russotto est un footballeur italien, né le 25 mai 1988 à Rome. Il évolue au poste d'attaquant.

## Carrière
Issu du centre de formation de la Lazio Rome, en 2004 il déménage en Suisse au Bellinzona, pour ne pas se rendre à la GEA, une agence d'avocats pour footballeurs, qui faisait pression sur le jeune footballeur.
Russotto, au club suisse, joue 9 matchs et marque un but, à seulement 16 ans. En janvier 2005, il est prêté à la Cisco Rome, qui évolue en Serie C2 italienne, et joue seulement une partie.
Considéré comme l'un des meilleurs jeunes footballeurs du football italien, le Trévise le prend en prêt jusqu'en 2008. Avant sa signature au SSC Naples,, il totalise 67 matches et 5 buts avec l'équipe trévisienne.
Avec le SSC Naples, il a découvert la Coupe UEFA, et la Serie A le 28 septembre 2008 à Bologne.